# Frank Synott
Frank Allan "Red" Synnott ( Chatham, Új-Brunswick, Kanada, 1891. december 28. – Boston, Massachusetts, 1945. október 12.) kanadai születésű amerikai       jégkorongozó, kétszeres olimpiai ezüstérmes.
Tagja volt az amerikai férfi jégkorong-válogatottnak az 1920-as nyári olimpián, ahol a csapat ezüstérmes lett. Az elődöntőben 2–0-ra kaptak ki a kanadai férfi jégkorong-válogatott-tól (akik később megnyerték a tornát), ezért körmérkőzést játszottak az ezüstéremért, ahol előbb a svéd férfi jégkorong-válogatottat, majd a csehszlovák férfi jégkorong-válogatottat verték nagy arányban. Az 1924-es téli olimpián is részt vett az amerikai válogatottban. A csoportkörből óriási fölénnyel, kapott gól nélkül jutottak tovább a négyes döntőbe, ahol csak a kanadai válogatott tudta őket legyőzni, így ezüstérmesek lettek.
Harcolt az első világháborúban, mint tengerész az amerikaiak oldalán. 1918. szeptember 6-án lett amerikai állampolgár. Amatőr jégkorongozóként a Boston Maplesben, az Arena Hockey Clubban és a Boston AA-ban játszott. Mind amatőr csapat volt. Ezután bíró volt egyetemi jégkorongliga és amatőr szinteken. Élete nagy részét a Boston Herald újságnál dolgozta le, mint nyomdász.